# 人権連盟 (フランス)
人権連盟（じんけんれんめい、Ligue des droits de l'homme：LDH、人権同盟とも）は、1898年、フランス共和国において人権の擁護と推進のために設立された団体である。契機はスパイ容疑で逮捕されたユダヤ人のアルフレド・ドレフュス陸軍大尉を擁護するためであり（ドレフュス事件）、弁護士のリュドヴィック・トラリウーを中心にドレフュスの再審を求めるヴィクトル・バッシュ、フェルディナン・ビュイソン、ルシアン・エール、フランシス・ド・プレサンセらによって「人間および市民の人権連盟」として結成された。
315の部門、52の支部、22の地域委員会によって構成され、会員は約10,000人である。

## 使命
人権連盟の使命は、情報通信技術に対して個人の自由を守ること、治安維持により人権を守ること、在留外国人の選挙権を保障すること、不法滞在者の正規化を推進すること、差別を撤廃すること、移動生活者の権利を保障すること、女性の権利と男女同権を保障すること、ホモフォビアと闘うこと、市民権を保障すること、政教分離原則（ライシテ）を守ること、無罪推定の原則を尊重すること、例外裁判所を禁止すること、人類共通の権利のために国際刑事裁判所を支持すること、アメリカ合衆国等の死刑に抗議すること、世界中の権利と自由にために闘うこと、市民主導の世界経済を実現すること、極右（ナショナリズム、ゼノフォビア）と闘うこと、人権に基づく持続可能な開発を促進することである。

## 歴史・活動
1898年に結成された人権連盟は、1900年代から1920年代にかけて急速に発展し、労働組合運動を中心に様々な運動を牽引し、経済権・社会権の擁護を目的の一つとして、社会正義と労働者の権利の問題を提起した。第一次世界大戦後は、平和維持のためにドイツ（ベルリンに本拠を置く国際人権連盟）、ベルギー（フランス語圏の人権連盟もまたドレフュス事件を受け、1901年にフランスの人権連盟に倣って結成された）など欧州の他国の人権連盟との連携により、1922年に国際人権連盟を設立した。戦間期には特に、戦時中に軍法会議によって不当に有罪とされた軍人の名誉回復のために大規模な運動を行った。1930年代には、ファシズムとの闘いのための団結を呼びかけ、人権連盟本部で左派政党（社会党、急進社会党、共産党）、労働総同盟などの労働組合、反ファシズム知識人監視委員会などの反ファシズム団体の協定が締結され、この結果、1936年に人民戦線が結成された。当時、人権連盟の会長であったヴィクトル・バッシュの呼びかけで、欧州における反ナチズム・反ファシズムを牽引したが、いざ戦争の脅威が迫ると軍備政策などについて内部対立が生じた。ヴィシー政権下で人権連盟の本部が占領され、文書がすべて押収された（ソ連軍が1945年にベルリンでこれらの文書を押収していたため、2000年にようやく回収することができた）。人権連盟の指導者の多くがレジスタンスに参加した。中央委員会委員の3分の1が殺害され、ヴィクトル・バッシュも妻エレーヌとともに逮捕され、処刑された。

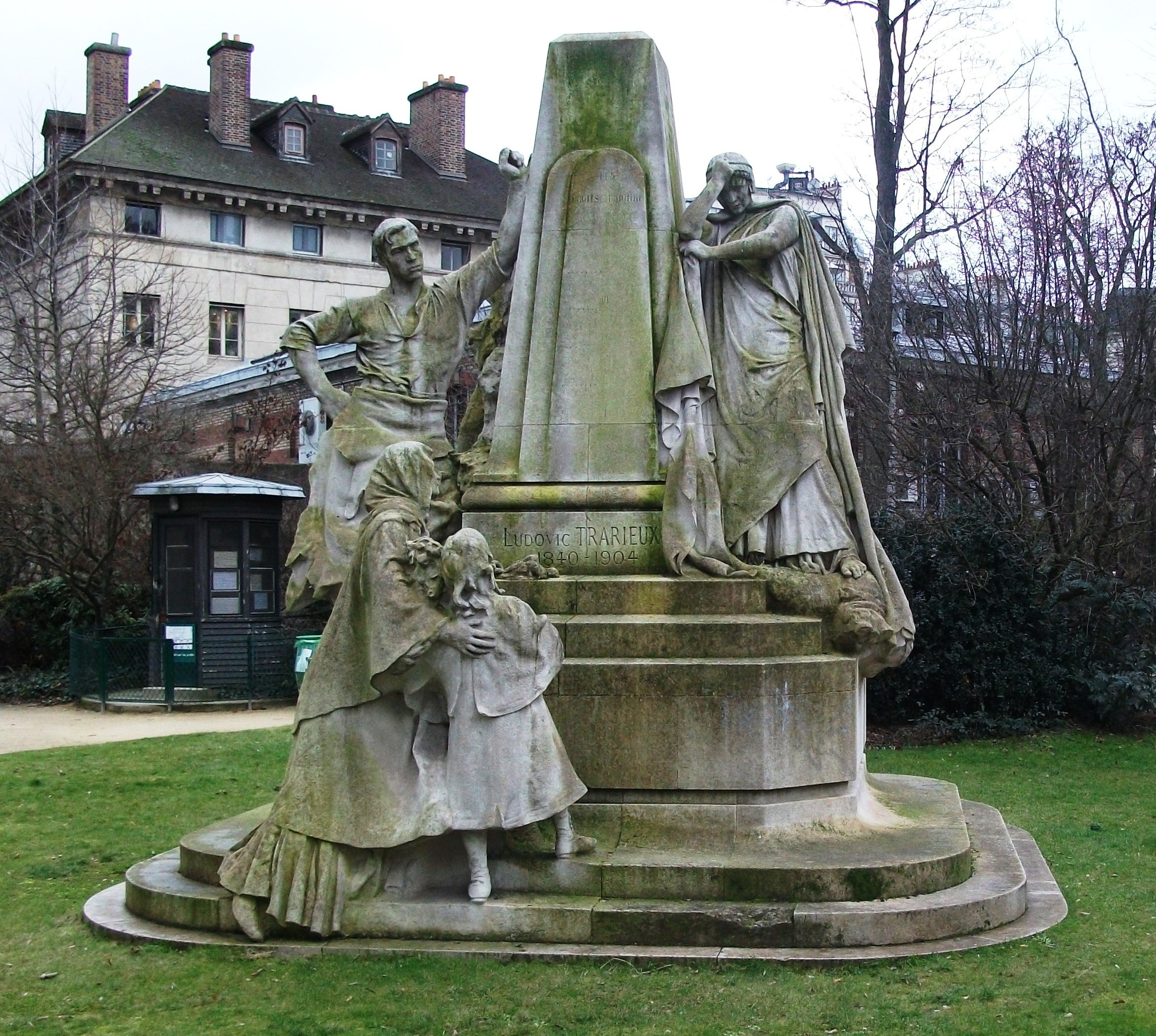
初代会長リュドヴィック・トラリウーの記念碑（ジャン・ブーシェ作、1907年）

戦後は特に脱植民地化、1947年マダガスカル暴動の弾圧からアルジェリア独立戦争下で1962年のエヴィアン協定まで続いたフランス軍による拷問まで、植民地における人権の抑圧・侵害の問題に取り組んだ。1958年に第五共和政が成立。ダニエル・マイエが人権連盟の会長に就任した。中央委員会にはルネ・カサン、レオ・アモン、アンドレ・フィリップら、ド・ゴール主義を代表する人物が多かったが、人権連盟では自由権を制限する諸制度を批判し、改革を求める声が高まった。1970年代には軍隊における自由、避妊・人工妊娠中絶の合法化、死刑の廃止、さらに1981年に制定された治安の強化と自由の保護に関する法律（通称「治安・自由法」）の廃止を求める運動を支持した。
1980年代から90年代にかけては移民問題が一つの焦点となった。1945年11月2日の外国人の入国・滞在条件に関する法律、1986年と1993年のパスクワ法（シャルル・パスクワ）と1997年のドブレ法（ジャン・ルイ・ドブレ）により不法滞在者の正規化が厳しく制限されたため、外国人医師の資格認定の延長として、これらの法の廃止と正規化、さらには外国人正規滞在者の地方選挙の選挙権を求めた。同時にまた、経済危機・失業率増加による新たな貧困の問題、特に不当解雇に抗議し、居住の権利、医療を受ける権利を求めて闘った。差別撤廃は人権連盟の重要な使命の一つだが、近年では特に移民問題との関連で、フランスおよび欧州における極右勢力の台頭を懸念し、国際人権連盟とともに人種主義的暴力に対する国際的対応を求めている。また、リヨンに拠点を置く「人権のために一丸となって行動する (AEDH)」、ユーロメッド・ライツ、国際人権連盟とともに、欧州連合において人権問題に優先的に取り組むよう働きかけ、2000年に欧州人権擁護協会 (AEDH) が設置された。近年のもう一つの重要な課題は、科学や通信技術の進歩に伴って発生するおそれのある人権侵害に取り組むことである。

## 歴代会長
(公式ウェブサイト参照)
- リュドヴィック・トラリウー (1898-1903)
- フランシス・ド・プレサンセ (1903-1914)
- フェルディナン・ビュイソン (1914-1926)
- ヴィクトル・バッシュ (1926-1944)
- ポール・ランジュヴァン (1944-1946)
- ジュスタン・シカール・ド・プローゾル（フランス語版） (1946-1953)
- エミール・カーン（フランス語版） (1953-1958)
- ダニエル・マイエ（フランス語版） (1958-1975)
- アンリ・ノゲレス（フランス語版） (1975-1984)
- イヴ・ジューファ（フランス語版） (1984-1991)
- マドレーヌ・ルベリウー（フランス語版） (1991-1995)
- アンリ・ルクレール（フランス語版） (1995-2000)
- ミシェル・テュビアナ（フランス語版） (2000-2005)
- ジャン＝ピエール・デュボワ（フランス語版） (2005-2011)
- ピエール・タルタコウスキー（フランス語版） (2011-2015)
- フランソワーズ・デュモン (Françoise Dumont) (2015-2017)
- マリク・サランクール (Malik Salemkour) (2017 -)

## 参考資料
- De 1898 à nos jours, Ligue des droits de l’Homme.